# Klobichsee (Naturschutzgebiet)
Das Naturschutzgebiet Klobichsee liegt im Landkreis Märkisch-Oderland in Brandenburg.
Das Gebiet mit der Kenn-Nummer 1127 wurde mit Verordnung vom 1. Oktober 1990 unter Naturschutz gestellt. Das rund 559 ha große Naturschutzgebiet mit dem Großen und dem Kleinen Klobichsee erstreckt sich südöstlich der Kernstadt von Buckow und westlich von Münchehofe, einem Ortsteil der Stadt Müncheberg. Die B 168 verläuft westlich.